# Starbucks

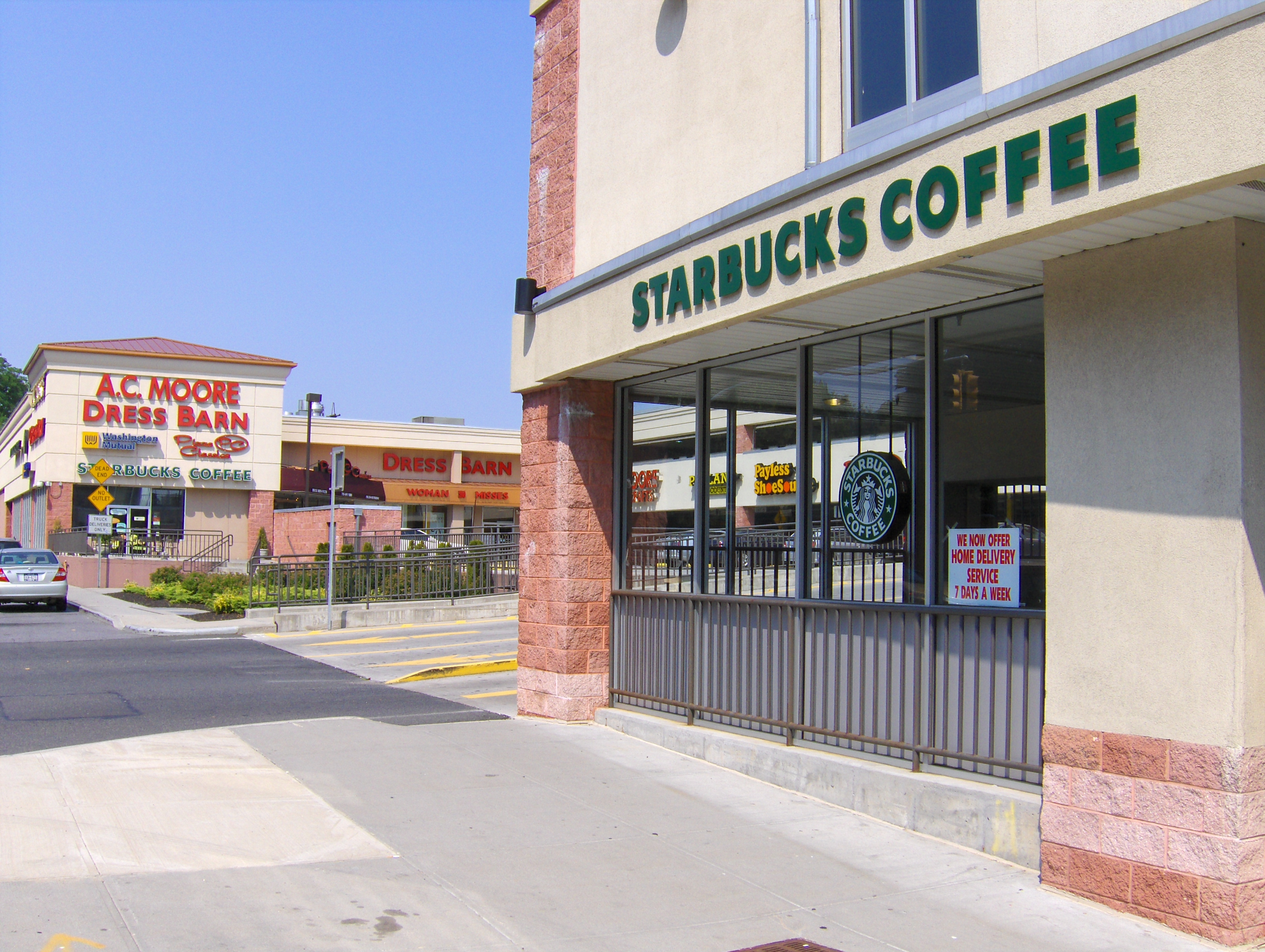
Starbucks kávéház New York egy bevásárlókerületében

A Starbucks cég egy nemzetközi kávéházlánc, melynek központja Washington állam legnépesebb városában, Seattle-ben található. A világ legnagyobb kávéházláncát üzemeltető cég 50 országban van jelen, több mint 16858 kávézójával – ebből 11000 az Egyesült Államokban, 1000-nél is több Kanadában, valamint számuk meghaladja a 700-at az Egyesült Királyságban.
Üzleteiben kávékat, hideg- és melegszendvicseket, szemeskávét, salátákat, paninit, péksüteményeket, bögréket és termoszokat kínál. Ezen kívül könyveket, zenéket és filmeket is árul. A cég néhány terméke szezonális, ill. üzletenként változó. Élelmiszerboltokban is lehet venni Starbucks márkával ellátott jégkrémeket, és kávékat is.
Alapítása után gyorsan elkezdett terjeszkedni. Az 1990-es években minden munkanapon új üzletet nyitott, és ez az ütem 2000-ig tartott. Az 1990-es évek közepén az Egyesült Államokon és Kanadán kívül nyitott kávéházakat, melyek mára a Starbucks kávéházak 1/3-át alkotják. A cég az Államokon kívül 2009-re 900 új kávézó nyitását tervezte, de ehelyett 900 meglévő bezárását jelentette be.
A Starbucks céget érintően méltányos kereskedelempolitikai, munkaügyi és környezetvédelmi témákban, versenyellenes gyakorlatot valamint politikai álláspontot illetően felmerültek már vitás kérdések.

## Alapítás
Az első Starbucks üzletet Jerry Baldwin angoltanár, Zev Siegl történelemtanár, és Gordon Bowker író nyitotta a Washington állambeli Seattle-ben. A három alapítót Alfred Peet vállalkozó ösztönözte arra, hogy áruljanak jó minőségű szemeskávét és egyéb kiegészítőket. A Starbucks nevet Herman Melville amerikai szerző Moby Dick (1851) c. regényéből vették, miután az egyik alapító a Pequod nevet elutasította (a regényben a hajót hívták így, míg Starbuck volt a hajó első tisztje). Az első Starbucks a 2000 Western Avenue sugárúton nyílt, majd a 1912 Pike Place-re helyezték át. Működése első évében egy termelőtől (Peet's) vásárolt, és attól kezdve egyenest a termelőktől szerzi be szemeskávéját.
1982-ben kezdett Howard Schultz vállalkozó a cégnél, mint Kereskedelmi- és Marketingigazgató. Egy milánói útja után azt javasolta, hogy szemeskávén kívül kávét és eszpresszó-féle italokat is áruljanak. A tulajdonosok annak ellenére is elvetették a tervet, hogy Last Exit on Brooklyn (Seattle Egyetem körzetén belül található kávézó) 1967-ben történt nyitása óta Seattle kávéházi kultúrák fellendülésének adott otthont. Attól tartottak, ha belevágnak az ital businessbe, az árthat a cég fő profiljának. Szerintük a kávé olyasmi, amit otthon kell elkészíteni. Ettől függetlenül ingyenes kóstolási lehetőséget biztosítottak. Ezek után Schultz megalapította a II Giornale név alatt futó saját kávéház-láncolatát 1986 áprilisában.

## Eladás és terjeszkedés
- 1984-ben az eredeti tulajdonosok éltek a lehetőséggel, és felvásárolták a Peet’s kávétermelőjét.
- 1987-ben Schultz felvásárolta a Starbucks brand-et és egyesítette a Giornale kávézóláncával az így létrejött cégóriás márkaneve a Starbucks maradt. Még abban az évben nyitott Vancouver, British Columbia, Chicago és Illinois államban.
- 1992-ben bevezetik a tőzsdére.

## Starbucks Magyarországon
Magyarországon 2010 júniusában nyitotta meg első kávézóját a Starbucks a budapesti WestEnd City Center Bevásárlóközpontban. Első vidéki egységét 2017-ben nyitotta Szegeden. Napjainkban 37 kávézót üzemeltet Magyarországon, ebből 32-t a fővárosban és annak agglomerációjában 5-öt vidéken. A jövőben további kávézók nyitása várható országszerte.

## Nemzetközi terjeszkedés
A Starbucks jelenleg 66 országban van jelen. (2022 év végi állapot)
| Afrika                                         | Észak-Amerika | Óceánia                  | Dél-Amerika                                                | Ázsia | Európa |
| ---------------------------------------------- | --- | ------------------------ | ---------------------------------------------------------- | --- | --- |
| - Dél-afrikai Köztársaság - Egyiptom - Marokkó | - USA - Puerto Rico - Aruba - Bahama-szigetek - Costa Rica - Curaçao - Salvador - Guatemala - Kanada - Mexikó - Panama | - Ausztrália - Új-Zéland | - Argentína - Bolívia - Brazília - Chile - Kolumbia - Peru | - Azerbajdzsán - Bahrein - Brunei - Ciprus - Dél-Korea - Egyesült Arab Emírségek - Fülöp-szigetek - India - Indonézia - Japán - Jordánia - Katar - Kína - Hongkong - Makaó - Kuvait - Libanon - Malajzia - Omán - Srí Lanka - Szaúd-Arábia - Szingapúr - Tajvan - Thaiföld - Vietnám | - Andorra - Ausztria - Belgium - Bulgária - Csehország - Dánia - Egyesült Királyság - Guernsey Bailiffség - Finnország - Franciaország - Görögország - Hollandia - Írország - Kazahsztán - Lengyelország - Luxemburg - Magyarország - Monaco - Németország - Norvégia - Portugália - Románia - Szerbia - Szlovákia - Spanyolország - Svájc - Svédország - Törökország |
| Starbucks kávéházak világszerte                | |                          |                                                            | - Azerbajdzsán - Bahrein - Brunei - Ciprus - Dél-Korea - Egyesült Arab Emírségek - Fülöp-szigetek - India - Indonézia - Japán - Jordánia - Katar - Kína - Hongkong - Makaó - Kuvait - Libanon - Malajzia - Omán - Srí Lanka - Szaúd-Arábia - Szingapúr - Tajvan - Thaiföld - Vietnám | - Andorra - Ausztria - Belgium - Bulgária - Csehország - Dánia - Egyesült Királyság - Guernsey Bailiffség - Finnország - Franciaország - Görögország - Hollandia - Írország - Kazahsztán - Lengyelország - Luxemburg - Magyarország - Monaco - Németország - Norvégia - Portugália - Románia - Szerbia - Szlovákia - Spanyolország - Svájc - Svédország - Törökország |

Starbucks a következő neveken ismert:
- Arab országok: ستاربكس (stārbaks)
- Bulgária: Старбъкс (Starbâks)
- Dél-Korea: 스타벅스 (átírás: seutabeokseu), a koreai fordítás szerint 별다방 (star-teaház) szlengben is használatos
- Japán: スターバックス (átírás: sutābakkusu), rövidítés スタバ szlengben is használják
- Kína, Hongkong, Makaó, Tajvan: 星巴克 pinjin: xīngbākè, magyaros: hszingpako
- Oroszország: Старбакс (átírás: Starbaks)
- Quebec, Kanada: Café Starbucks
- Thaiföld: สตาร์บัคส์ kiejtés: [satāːbākʰ]

## Logótörténet

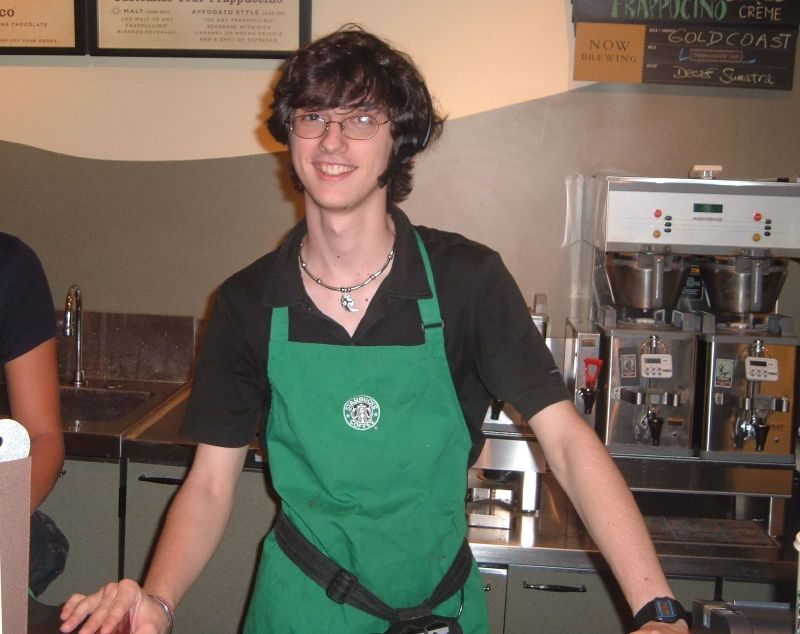
Starbucks kiszolgáló (barista)

2006-ban ismertette a Starbucks szószólója Valerie O'Neil, hogy a logó egy villásfarkú sellőt ábrázol. Évek óta ez a motívum jelképezi a Starbucks kávéházakat. Az első változatot egy 17. századi norvég fafaragvány ihlette, amely a sellőt félmeztelenül, dupla sellőfarokkal ábrázolja. A kidolgozás ízléstelen volt és a design egy Melusine alakra hasonlított. Az 1987-92-ig használt logón a keblet hajáradat takarja, a köldök még mindig látható, és hal farka enyhén metszett. A harmadik verzió 1992-től 2010-ig volt látható, melyen a köldök és a mell egyáltalán nem látszott, csak a hal farkát hagyták meg. Az eredeti fafaragvány hatású logó visszakerült Seattle-be, a központba.
2006 szeptember elején, és újra 2008 elején a Starbucks ideiglenesen visszahelyezte a régi barna szimbólumot a papírpoharakra. A Starbucks állítása szerint ezt azért tette, hogy megmutassa a cég Csendes Óceán É-Nyugati régióból származó örökségét, valamint ekkor ünnepelte a 35. évfordulóját. A régi logó egy kis port kavart a sellő fedetlen keble miatt, de az ideiglenes váltás nem zavartatta a médiát. Colbert I. King a Washington Post Pulitzer-díjas hasábján arról cikkez 2002-ben, hogy amikor a cég 2000-ben belépett a szaúdi piacra, az arculatdesignt olyan mértékben módosították, hogy a sellőt levették, és csak a koronát hagyták meg. Három hónappal később a cég bejelentette, hogy Szaúd-Arábiában nemzetközi logó lesz használatban.
2011. januárban a cég bejelentette, hogy kicsit változtat a megjelenésen: a Starbucks Coffee feliratot leveszi róla, és a sellőt felnagyítja.

## A kávé minősége
A Consumer Reports, az Amerikai Fogyasztóvédelmi Szervezet havonta megjelenő folyóiratának 2007 márciusában kiadott számában arról ír, hogy a McDonald’s Premium Roast kávéja a legolcsóbb és a legjobb, még a Starbucks, Burger King és a Dunkin’ Donuts kávéját is lefőzi. A magazin szerint a Starbucks kávé bár erős, de keserű. Sokan pedig amellett érvelnek, hogy az ízesítés ellensúlyozza a kávé kesernyés ízét.

## Fordítás
- Ez a szócikk részben vagy egészben  a   Starbucks című angol Wikipédia-szócikk fordításán alapul.  Az eredeti cikk szerkesztőit annak laptörténete sorolja fel. Ez a jelzés csupán a megfogalmazás eredetét és a szerzői jogokat jelzi, nem szolgál a cikkben szereplő információk forrásmegjelöléseként.